# 榎原猛
榎原 猛（えはら たける、1926年（大正15年）1月22日 - 2004年（平成16年）6月28日）は、日本の憲法学者。大阪大学名誉教授。甲子園短期大学長。法学博士。大阪府吹田市出身。

## 略歴
- 兵庫県立尼崎中学校を経て、
- 1947年（昭和22年） 甲南高等学校卒業
- 1953年（昭和28年） 京都大学卒業、同大学院入学。
- 1956年（昭和31年） 近畿大学講師
- 1960年（昭和35年） 近畿大学助教授
- 1966年（昭和41年） 京都大学より法学博士の学位を受く（学位論文「君主制の比較憲法学的研究」）。
- 1968年（昭和43年） 大阪大学教授
- 1989年（平成元年） 大阪大学定年退官。大阪大学名誉教授。

その後、梅花女子大学教授、甲子園短期大学学長等を歴任。

## 著書

### 単著
- 榎原猛『君主制の比較憲法学的研究』有信堂、1969年。NDLJP:11893327。「第2刷(1972.1発行)の奥付には「1968年4月5日初版第1刷発行」とあり」
- 『法学講読』（晃洋書房、1972年）
- 『表現権理論の新展開』（法律文化社、1982年）
- 『法学』（晃洋書房、1985年）
- 『憲法――体系と争点』（法律文化社、1986年）
- 『正義ってなんだろう――一憲法学者の人生論ノート』（法律文化社、2000年）
- 『生と死をみつめて――詩歌で綴るわが人生記』（嵯峨野書院、2002年）

### 編著
- 『法の基本常識』（法律文化社、1978年）
- 『基礎法学』（法律文化社、1984年）
- 『プライバシー権の総合的研究』（法律文化社、1991年）
- 『基礎憲法』（法律文化社、1992年）
- 『ビジネス法の常識』（嵯峨野書院、1993年）
- 『世界のマス・メディア法』（嵯峨野書院、1996年）

### 共編著
- （覚道豊治）『憲法要説』（法律文化社、1979年）
- （土居靖美）『法学基礎教室』（法律文化社、1990年）
- （阿部照哉・土居靖美）『現代憲法学』（嵯峨野書院、1998年／増補版、2001年）
- （伊藤公一・中山勲）『基礎憲法〔新版〕』（法律文化社、1999年）